# Сандой
Са́ндой (фар. Sandoy), Са́ннё (дат. Sandø) — один из островов Фарерского архипелага. На западе острова расположена большая колония кайр. На самом южном конце острова есть маяк.
Постоянное население проживает в нескольких поселениях и в 2013 году составляло всего 1264 человека. Наибольшие поселения: Сандур, Скарванес, Скопун, Сколевиг, Хусавуйк и Далур.
Вид на остров Сандой изображен на 1000-кроновой банкноте Фарерских островов.